# 120 aC
El 120 aC va ser un any del calendari romà prejulià. Durant la República i l'Imperi Romà es coneixia com l'Any del Consolat de Carbó i Manili o també any 634 Ab urbe condita o de la fundació de la ciutat). L'ús del nom «120 aC» per referir-se a aquest any es remunta a l'alta edat mitjana, quan el sistema Anno Domini va ser el mètode de numeració dels anys més comú a Europa.

## Esdeveniments

### Regne Grec de Bactriana
- Les invasions des del nord dels Wusun empenyen als Yuezhi, que al seu torn empenyen als escites que es desplacen cap a l'Índia (Indoescites).[2]

### Regne del Pont
- Mitridates VI Eupàtor és rei del Pont a la mort del seu pare Mitridates V Evèrgetes. Quan puja al tron té només 11 anys. Els regents, autors de la mort del seu pare, volen controlar el país però sembla que se'n surt eludint els intents de ser enverinat mitjançant antídots.[3] Segons Plini el Vell,[4] espantat per la mort que havia tingut el seu pare, idea un antídot compost per 54 verins en petites quantitats i que pren sempre. Aquest antídot és descrit per Aulus Corneli Cels.[5]

### Antiga Grècia
- Agesarc de Tritea guanya en el pugilat als Jocs Olímpics, al Jocs Nemeus, als Jocs Pítics i als Jocs Ístmics, segons un dístic elegíac que va veure Pausànias.[6]

### República Romana
- Gai Papiri Carbó i Publi Manili són elegits cònsols.[7]
- Luci Opimi, cònsol l'any anterior (121 aC), que havia provocat la mort de Gai Semproni Grac, és acusat per Carbó al final del seu consolat, ja que era amic dels Gracs, però al ser elegit cònsol canvia de bàndol i porta la defensa d'Opimi. Arriba a dir que la mort de Gai Semproni Grac és un acte de justícia. Aquest canvi de postura provoca el menyspreu tant dels patricis com dels plebeus, de manera que, com diu Ciceró, el retorn al partit aristocràtic no li garanteix la immunitat.[8]
- Publi Deci és elegit tribú de la plebs, i acusa a Luci Opimi d'haver causat la mort de Gai Semproni Grac i d'haver tancat a la presó un gran nombre de ciutadans sense judici previ. Els seus enemics l'acusen d'haver presentat els càrrecs per un suborn.[9]

## Naixements
- Berenice III, reina d'Egipte.[10]

## Necrològiques
- Mitridates V Evèrgetes, rei del Pont, assassinat a Sinope en una conspiració dels seus col·laboradors més propers i probablement algun familiar.[3]
- Hiparc de Nicea, astrònom, geòleg i matemàtic grec (data aproximada).[11]
- Polibi, historiador grec (data aproximada).[12]